# Liopeltis tricolor
Liopeltis tricolor är en ormart som beskrevs av Schlegel 1837. Liopeltis tricolor ingår i släktet Liopeltis och familjen snokar. Inga underarter finns listade i Catalogue of Life.
Arten förekommer i Sydostasien. Den dokumenterades i södra Vietnam, på södra Malackahalvön, på Borneo, på Sumatra, på Java, på Palawan och på flera mindre öar i regionen. Denna orm lever i låglandet och i bergstrakter upp till 1200 meter över havet. Individer hittades i olika slags skogar. Några exemplar var gömda i lövskiktet och andra klättrade i träd 3 meter ovanför marken. Honor lägger ägg.
För beståndet är inga hot kända. Populationens storlek är okänd men Liopeltis tricolor har ett stort utbredningsområde. IUCN kategoriserar arten globalt som livskraftig.